# Ремнёва, Марина Леонтьевна
Мари́на Лео́нтьевна Ремнёва (род. 27 марта 1936, с. Астафьево Подольского района Московской области) — советский и российский лингвист, доктор филологических наук (1989), профессор, декан (1991—2019) и заведующая кафедрой русского языка (с 1995) филологического факультета МГУ. Специалист по истории русского языка и старославянскому языку.

## Биография
Отец, Леонтий Викторович Ремнёв (1902—1969), — учитель истории, заведующий гороно г. Подольска; мать, Людмила Сергеевна Матвеева (1909—1986), — учитель русского языка и литературы, директор школы в г. Подольске.
- 1953 Окончила среднюю школу № 1 г. Подольска.
- 1953—1958 Учёба на русском отделении филологического факультета МГУ имени М. В. Ломоносова.
- 1958—1961 Преподаёт литературу и русский язык в средней школе № 3 г. Подольска.
- 1961 Поступает в аспирантуру МГУ по кафедре русского языка.
- 1965—1972 Преподаватель кафедры русского языка филологического факультета МГУ
- 1968 Защищена кандидатская диссертация по теме «Соотношение системы и нормы в использовании форм вида и времени в памятниках Северо-Восточной Руси XV века»
- 1972—1979 Заведующая кафедрой русского языка для иностранцев естественных факультетов отделения по преподаванию русского языка иностранным учащимся МГУ
- с 1979 Доцент, затем профессор кафедры русского языка филологического факультета МГУ
- 1981—1991 Заместитель декана филологического факультета МГУ по учебной работе
- 1989 Защищена докторская диссертация по теме «Проблема грамматической нормы в истории русского литературного языка»
- 1991—2019 Декан филологического факультета МГУ
- с 15 марта 2019 Президент филологического факультета[1]
- с 1995 Заведующая кафедрой русского языка филологического факультета МГУ

М. Л. Ремнёва — главный редактор журналов «Вестник Московского университета. Сер. 9. Филология» и «Acta philologica»; ответственный редактор серии сборников «Вопросы русского языкознания»; член редколлегии журнала «Древняя Русь: Вопросы медиевистики»; член Президиума МАПРЯЛ; действительный член Международной академии информатизации; действительный член Международной академии образования — председатель специализированного совета по методике преподавания русского языка как иностранного; председатель Совета по филологии Учебно-методического объединения по классическому университетскому образованию РФ; член Конкурсной комиссии федеральной программы «Русский язык»; член Совета по русскому языку при Правительстве РФ.
Муж — ученый-атомщик, сын окончил филологический факультет МГУ, но работает в другой области.

## Основные труды
- Категория вида и времени русского глагола (исторический аспект изучения). М., 1984 (в соавт. с О. В. Кукушкиной).
- Литературный язык Древней Руси: Некоторые особенности грамматической нормы. М., 1988.
- История русского литературного языка: Монография. М., 1995.
- Аз Буки Веди. М., 1995.
- Церковнославянский язык: Грамматика с текстами и словарем. М., 1999 (тексты и словарь — в соавт.).
- Пути развития русского литературного языка XI—XVII вв.: Учеб. пособие по курсу «История русского литературного языка». М., 2003 (в пер. на болг. яз.: София, 2006).
- Старославянский язык: Учеб. пособие. М., 2004; 2-е изд., испр., с прилож. CD «Старославянский язык: Электронный курс»: 2004 (электронный курс — в соавт. с О. В. Дедовой).

## Награды и премии
- Орден Почёта (18 января 2005 года) — за заслуги в научной и педагогической деятельности и большой вклад в подготовку высококвалифицированных специалистов[2]
- Орден Дружбы (18 мая 2017 года) — за заслуги в научной деятельности, развитии образования, подготовке квалифицированных специалистов и многолетнюю добросовестную работу[3]
- Медаль Пушкина (15 сентября 2000 года) — за заслуги перед государством, многолетний добросовестный труд и большой вклад в укрепление дружбы и сотрудничества между народами[4]
- Медаль «В память 850-летия Москвы»
- Премия имени М. В. Ломоносова I степени (2004) — за цикл научных работ по истории старославянского/церковнославянского и русского литературного языка
- Почётная грамота Президента Российской Федерации (5 января 2025 года) — за заслуги в подготовке высококвалифицированных специалистов, научно-педагогической деятельности и многолетнюю добросовестную работу[5]
- Диплом жюри национального конкурса «Книга года-2005» — за подготовку учебного комплекта нового типа с приложением электронного курса по фундаментальной филологической дисциплине «Старославянский язык»
- Знак Высшего почёта университета Сока (Япония)